# Йордан Хаджипетров
Йордан Хаджипетров е български просветен деец и дипломат.

## Биография
Йордан Хаджипетров учи в Роберт колеж между 1876 и 1880 година. Между 1894 и 1895 година е български учител и директор на Солунската българска девическа гимназия. Директор е на девическата гимназия в Търново. На 18 януари 1897 година е назначен с княжески указ за търговски агент в Дедеагач, но междувременно заема поста търговски агент в Българското консулство в Скопие от 30 март 1897 година.